# Rita Júdice

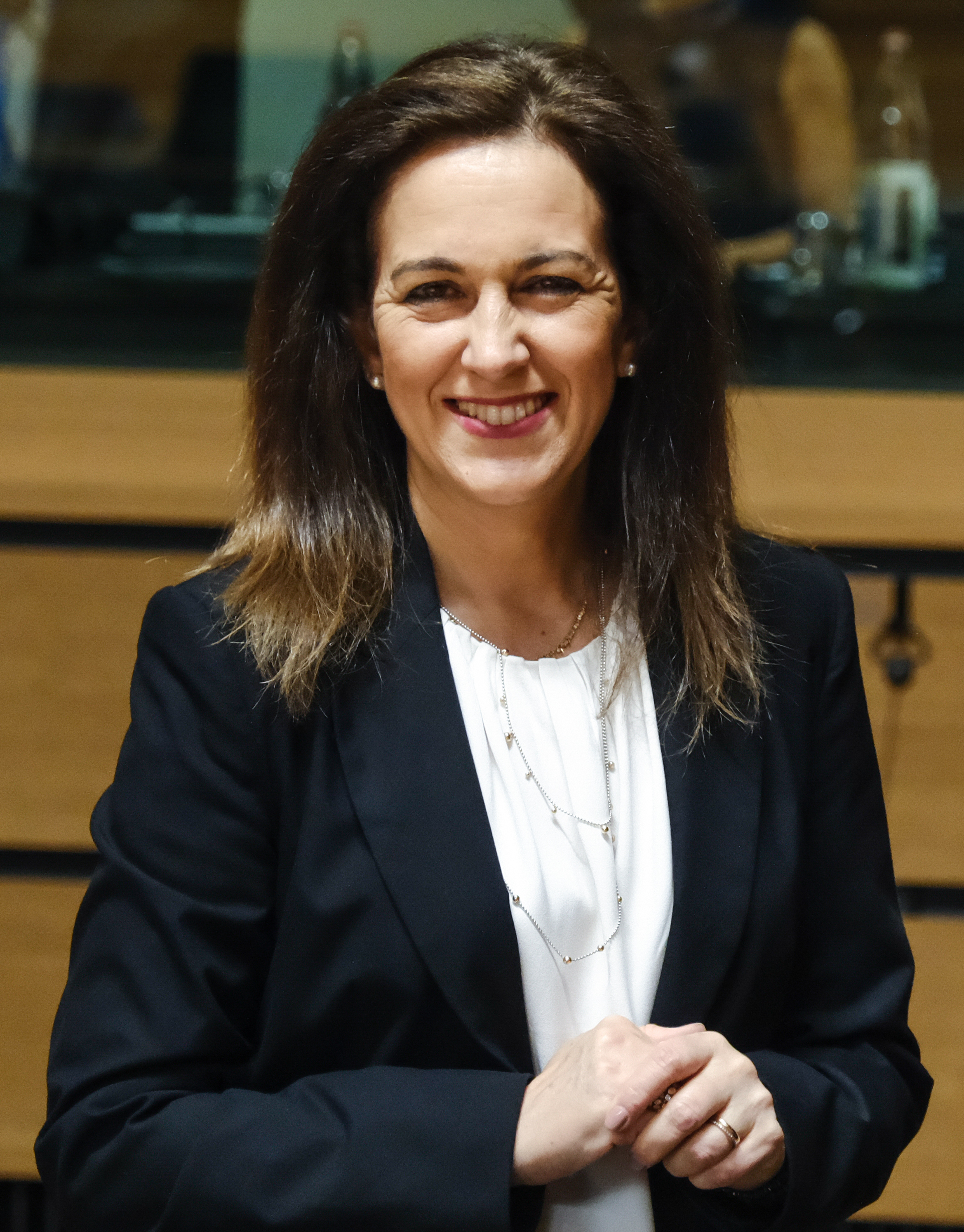
Rita Júdice (2024)

Rita Fragoso de Rhodes Alarcão Júdice de Abreu e Mota (nasceu em 8 de dezembro de 1973) é uma advogada e política portuguesa. Foi eleita deputada à Assembleia da República em 2024 pelo círculo eleitoral de Coimbra. É ministra da Justiça desde 2024, no XXIV Governo Constitucional, liderado por Luís Montenegro.
Advogada, licenciada em Direito pela Faculdade de Direito da Universidade Católica Portuguesa - Escola de Lisboa (1997). 
De 2013 a 2023 foi sócia da sociedade de Advogados PLMJ, de que o seu pai, José Miguel Júdice, foi um dos fundadores. Nessa sociedade foi co-coordenadora da área de Imobiliário e Turismo. Possui mais de 25 anos de experiência como advogada na área do direito imobiliário. 
É membro da Comissão Executiva da Urban Land Institute (ULI) Portugal e associada da Women in Real Estate (WIRE Portugal).

## Reconhecimentos
- 2025 - Prémio As Mulheres Mais Influentes de Portugal, 2024.[5]